# Geophis damiani
Geophis damiani — вид змій родини полозових (Colubridae). Ендемік Гондурасу.

## Поширення і екологія
Geophis damiani відомі з типової місцевості, розташованої в заповіднику Тексігуат на кордоні департаментів Йоро і Атлантида. Вони живуть у вологих гірських і хмарних тропічних лісах, серед опалого листя і повалених дерев. Зустрічаються на висоті від 1680 до 1750 м над рівнем моря.

## Збереження
МСОП класифікує цей вид як такий, що перебуває на межі зникнення. Geophis damiani загрожує знищення природного середовища.